# Jiří Jaroch
Jiří Jaroch (* 23. September 1920 in Smilkov; † 30. Dezember 1986 in Prag) war ein tschechischer Komponist, Bratschist und Dirigent.

## Leben
Nach dem Besuch des Gymnasiums in Kolín studierte Jiří Jaroch 1940–1946 am Prager Konservatorium und 1946–1947 an der Akademie der musischen Künste in Prag (AMU) Komposition bei Jaroslav Řídký sowie Bratsche bei Ladislav Černý. Parallel dazu war er 1945–1947 Bratschist am Theater des 5. Mai (der heutigen Staatsoper Prag). 1947 begann er als Sendungsgestalter, später auch Aufnahmeleiter und Dramaturg in der Musikredaktion beim Hörfunk des Tschechoslowakischen Rundfunks in Prag zu arbeiten. 1954–1955 war er Dirigent der Kmoch-Musik in Kolín. 1970 wurde er Mitarbeiter des Musikverlags Panton. Als Lehrer betätigte sich Jaroch nur in einem einzigen Fall, indem er Jiří Teml privat in Komposition unterrichtete. Jiří Jaroch starb am 30. Dezember 1986 und wurde auf dem Vyšehrader Friedhof in Prag begraben.

## Werke (Auswahl)
Orchester
- Ouvertüre (1946)
- Scherzo (1947)
- Frühlingswalzer (1952)
- Sinfonischer Tanz (1953)
- 1. Sinfonie (1954–1956)
- 2. Sinfonie (1958–1960)
- Der alte Mann und das Meer. Sinfonische Dichtung nach der gleichnamigen Novelle von Ernest Hemingway (1960)
- Sommerfest. Tarantella für Orchester (1964)
- Ouvertura semplice (1968)
- Marsch-Variationen (1974)

Streichorchester, Kammerorchester
- Walachische Weihnachten. Suite für Kammerorchester (1952)
- Kleine Suite für Streichorchester (1977)
- Intermezzi notturni estivi (Sommernachtsintermezzi). Fassung für Kammerorchester (1978)

Konzertante Werke
- Fantasie für Viola und Orchester (1966)
- 3. Sinfonie für Solovioline und Orchester „Concertante“ (1968–1969)

Duo und Kammermusik
- 1. Streichquartett (1949–1950)
- Kindersuite für Nonett (1952)[2]
- 2. Nonett (1964)
- Metamorphosen für zwölf Blasinstrumente (1968)
- 2. Streichquartett (1970)
- Drei Sätze für Klaviertrio (1973)
- Intermezzi notturni estivi (Sommernachtsintermezzi) für zwei Violinen und Klavier (1976)
- Intermezzi notturni estivi (Sommernachtsintermezzi). Fassung für Nonett (1978)